# 布罗特罗德-特鲁瑟塔尔
布罗特罗德-特鲁瑟塔尔（德語：Brotterode-Trusetal，發音：[bʁɔtəˈʁoːdə ˈtʁuːzəˌtaːl]）是德国图林根州施马尔卡尔登-迈宁根县的城市，面积49.68平方千米，2023年12月31日人口为5,687人。该市镇于2011年12月1日由市镇布罗特罗德和特鲁瑟塔尔合并而成。